# Balena dels cants a 52 Hz
La balena dels cants a 52 Hertz és una balena única que emet el seu cant a una freqüència característica de 52 Hz, una freqüència molt més alta que el de la majoria de balenes. Es destaca per ser un individu únic amb aquest cant, i ha estat descrit com la balena més solitària del món.

## Característiques
| La balena dels cants a 52 Hertz |
| |
| El senyal fou enregistrat al Nord-est del Pacífic. Tingueu en compte que s'ha augmentat la freqüència 10 vegades, fins a un to de 520Hz. |
| |

La signatura sònica indica que es tracta d'una balena, tot i que a una freqüència única. A 52 Hertz, és just més agut que la nota més greu d'una tuba. Els patrons de cant no s'assemblen als d'un rorqual blau ni tampoc als de rorqual comú – són més curts i més freqüents, a part de la ja esmentada feqüència. Els rorquals blaus normalment canten a 15–20 Hz i els rorquals comuns a 20. Els senyals a 52 Hertz són molt variables en el seu patró de repetició, duració i seqüència, tot i que són fàcilment identificables a causa de la seva freqüència i agrupació característica.
La pista de la balena dels cants a 52 Hertz és inconnexa a la presència o moviment de cap altra espècie de balena. Els seus moviments han estat semblants als de balenes blaves, però el seu període ha estat més similar al dels rorquals. És detectat a l'oceà Pacífic cada any començant pel desembre–d'agost, amb moviments fora de gamma dels hidròfons el gener-febrer. Viatja al nord fins a les Illes Aleutianes i l'Arxipèlag Kodiak, i al sud fins a la costa de Califòrnia, nedant entre 30 i 70  km cada dia. La seva migració s'ha registrat que ha variat entre un mínim de 708 km a un màxim d'11,062 km el 2002–2003.
Científics del Woods Hole Oceanographic Institution han estat incapaços d'identificar l'espècie de balena. Especulen que podria ser una malformació, o un híbrid de rorqual blau i una altra espècie. Segons el New York Times, l'equip de recerca ha contactat amb persones sordes, ja que creuen la balena pot ser sorda. La seva veu s'ha aprofundit lleugerament des de 1992, suggerint que ha crescut o madurat. Qualsevol causa biològica que afecta la seva veu característica no sembla afectar la seva supervivència. El fet que la balena ha sobreviscut i aparentment madurat indica que és probablement sana. El fet que sigui única en les seves característiques i que només es pugui escoltar una sola font per temporada, ha estat la causa que sigui anomenada la balena més solitària del món.

## Història
La balena va ser descoberta per un equip del Woods Hole Oceanographic Institution. El seu cant fou detectat per primer cop el 1989, una altra vegada el 1990 i el 1991. El 1992, després del final de la Guerra Freda, la U.S. Navy desclassificà parcialment els enregistraments i especificacions tècniques del seu hidròfons SOSUS anti-submarí i permeté l'ús dels equips SOSUS per la recerca oceanogràfica. A partir de 2004, la balena ha estat detectada cada any. A la recerca dels científics del Woods Hole li han donat suport el Cos d'Enginyers de l'Exèrcit dels Estats Units, el Departament de Defensa, i el Servei Nacional de Pesca Marina, a més de l'Armada.

## Documental
Un documental titulat Descobriment 52: Buscant la Balena més Solitària del món  és actualment en pre-producció de Gegantic Pictures. Joshua Zeman (Cropsey) serà el director amb Steve Bannatyne (Premi de l'Acadèmia nomenat per If a Tree Falls) com el productor de la pel·lícula.